# أسل قطبي جنوبي
أسل قطبي جنوبي (الاسم العلمي:Juncus antarcticus) هو نوع من النباتات يتبع جنس الأسل من الفصيلة الأسلية. سمي هذا النوع نسبةً إلى القطب الجنوبي.